# 广聚能源
深圳市广聚能源股份有限公司 （深交所：000096）是中国深圳证券交易所的一家上市公司，成立于1999年2月18日，业务范围包括：国内商业、物资供销业（不含专营、专控、专卖商品）；投资电力企业；成品油；经营液化石油气；进出口业务。公司总股本为52800万股（2011年）。
公司总部位于深圳市南山区海德三道天利中央商务广场22楼，法人代表为张桂泉。